# Justyna Saganiak
Justyna Saganiak (ur. 1 grudnia 1995) – polska lekkoatletka, specjalizująca się w biegu na 400 metrów przez płotki, medalistka mistrzostw Polski, reprezentantka Polski.

## Kariera sportowa
Była zawodniczką SKS Startu Łódź (do 2012), UKS 55 Łódź (2013-2018) i AZS Łódź (2019-2020).
W 2014 została mistrzynią Polski juniorek, a w 2016 i 2017 młodzieżową mistrzynią Polski w biegu na 400 metrów przez płotki. W tej samej konkurencji w 2018 została wicemistrzynią Polski seniorek.
Reprezentowała Polskę na mistrzostwach Europy w 2018, gdzie w biegu na 400 metrów przez płotki odpadła w półfinale, z wynikiem 57,71 oraz IAAF World Relays w 2019, gdzie w sztafecie mieszanej zajęła 5. miejsce. Była też rezerwową w sztafecie 4 x 400 metrów podczas halowych mistrzostw Europy w 2019.
Zakończyła karierę w grudniu 2020.
Rekordy życiowe:
- 200 m: 23,88 (3.06.2018)
- 400 m: 53,00 (29.06.2018)
- 400 m ppł: 56,52 (21.07.2018)